# Джордж Кеткарт
Генерал-майор сер Джордж Кеткарт (англ. Sir George Cathcart; 12 травня 1794 — 5 листопада 1854) — британський генерал і дипломат.

## Військова кар'єра
Він народився в графстві Ренфрушир, син Вільяма Кеткарта, 1-го графа Кеткарта. Отримавши освіту в Ітоні та Единбурзі, він був призначений до лейб-гвардії в 1810 році. У 1813 році він поїхав до Росії, щоб служити ад'ютантом свого батька, який був послом і військовим комісаром. Джордж Кеткарт брав участь у битвах між російською та французькою арміями в 1813 році. Разом з російською армією він перетнув Європу і дістався Парижа в березні 1814 року.

## Загибель генерала Кеткарта під Інкерманом
Коли Наполеон повернувся в 1815 р. із заслання, Кеткарт служив ад'ютантом у герцога Веллінгтона і був присутній у битвах при Катр-Брас і Ватерлоо. Після війни його призвали до 7-го гусарського полку з підвищенням до підполковника в 1826 році. Потім він приєднався до 57-го полку в 1828 році, 8-го гусарського полку в 1830 році та 1-го драгунського гвардійського полку в 1838 році. Кеткарт отримав звання полковника в 1841 році.
У 1852—1853 роках на посаді губернатора мису Доброї Надії він уклав першу конституцію колонії, що призвело до завершення 8-мої Капської прикордонної війни та розгрому Басуто в битві при Берії.
У 1853 році він був призначений генерал-ад'ютантом військ.
З початком Кримської війни був призначений командувачем 4-ою піхотною дивізією. Британський уряд дав йому повноваження щодо можливості прийняти командування в тому разі, якщо щось трапиться з лордом Регланом. У битві при Альмі у вересні 1854 року його дивізія не брала участі, а після битви під Балаклавою, де його дивізія була викликана до бою, його повноваження було скасовано. Він порадив здійснити штурм Севастополя піхотою, вважаючи, що місто можна взяти, але лорд Реглан відхилив цю пропозицію.
Кеткарт очолив 1-у бригаду під час битви під Інкерманом. Виникло велике сум'яття, під час якого командувача бригади було вбито 5 листопада 1854 р.